# クロード・ジョンソン
クロード・グッドマン・ジョンソン（Claude Goodman Johnson 、1864年10月24日 - 1926年4月12日）はイギリスの事業家である。
青年時代を南ケンジントンで過ごし、当時イギリス初のモーターショーを初めとする各種のイベントを企画した。王立自動車クラブ（Royal Automobile Club ）の設立運動に参加して初代事務局長に就任、1900年にチャールズ・ロールズが優勝した1000マイルレースを企画し、ロールズと親友になった。優秀な自動車を輸入販売するC・S・ロールズの設立に参加し、その後フレデリック・ヘンリー・ロイスと会わせてロールス・ロイスの設立に貢献、その後は販売に尽力、長く社長を務めて基礎を作り、「Rolls-Royceを繋ぐハイフン」と呼ばれた。
ロールス・ロイスのラジエーターをパルテノン神殿にちなんだデザインにしたのは彼の主張による。またスピリット・オブ・エクスタシーをマスコットとすることにも貢献した。